# Sisyra indica
Sisyra indica är en insektsart som beskrevs av James George Needham 1909. Sisyra indica ingår i släktet Sisyra och familjen svampdjurssländor. Inga underarter finns listade i Catalogue of Life.